# Cossaye
Cossaye est une commune française située dans le département de la Nièvre, en région Bourgogne-Franche-Comté.

## Géographie

Carte de la Nièvre.

Cossaye se trouve dans le Sud du département, à 10 kilomètres au sud de Decize.
Le terrain communal est situé au-dessus de bassin houiller du Sud Nivernais, le gisement de houille le plus important d'Europe.

### Climat
Pour des articles plus généraux, voir Climat de la Bourgogne-Franche-Comté et Climat de la Nièvre.
En 2010, le climat de la commune est de type climat océanique dégradé des plaines du Centre et du Nord, selon une étude du Centre national de la recherche scientifique s'appuyant sur une série de données couvrant la période 1971-2000. En 2020, Météo-France publie une typologie des climats de la France métropolitaine dans laquelle la commune est exposée à un climat océanique altéré et est dans la région climatique  Centre et contreforts nord du Massif Central, caractérisée par un air sec en été et un bon ensoleillement. 
Pour la période 1971-2000, la température annuelle moyenne est de 11 °C, avec une amplitude thermique annuelle de 16,2 °C. Le cumul annuel moyen de précipitations est de 807 mm, avec 11,6 jours de précipitations en janvier et 7,4 jours en juillet. Pour la période 1991-2020, la température moyenne annuelle observée sur la station météorologique de Météo-France la plus proche, « Fours », sur la commune de Fours à 20 km à vol d'oiseau, est de 11,4 °C et le cumul annuel moyen de précipitations est de 904,1 mm. 
La température maximale relevée sur cette station est de 40,8 °C, atteinte le 5 août 2003 ; la température minimale est de −13,2 °C, atteinte le 24 décembre 2001,,. 
Les paramètres climatiques de la commune ont été estimés pour le milieu du siècle (2041-2070) selon différents scénarios d'émission de gaz à effet de serre à partir des nouvelles projections climatiques de référence DRIAS-2020. Ils sont consultables sur un site dédié publié par Météo-France en novembre 2022.

## Urbanisme

### Typologie
Au 1er janvier 2024, Cossaye est catégorisée commune rurale à habitat très dispersé, selon la nouvelle grille communale de densité à sept niveaux définie par l'Insee en 2022.
Elle est située hors unité urbaine. Par ailleurs la commune fait partie de l'aire d'attraction de Decize, dont elle est une commune de la couronne,. Cette aire, qui regroupe 13 communes, est catégorisée dans les aires de moins de 50 000 habitants,.

### Occupation des sols
L'occupation des sols de la commune, telle qu'elle ressort de la base de données européenne d’occupation biophysique des sols Corine Land Cover (CLC), est marquée par l'importance des territoires agricoles (77,4 % en 2018), en diminution par rapport à 1990 (79,1 %). La répartition détaillée en 2018 est la suivante : prairies (52,3 %), forêts (21 %), zones agricoles hétérogènes (20,4 %), terres arables (4,7 %), milieux à végétation arbustive et/ou herbacée (0,7 %), eaux continentales (0,5 %), espaces ouverts, sans ou avec peu de végétation (0,3 %). L'évolution de l’occupation des sols de la commune et de ses infrastructures peut être observée sur les différentes représentations cartographiques du territoire : la carte de Cassini (XVIIIe siècle), la carte d'état-major (1820-1866) et les cartes ou photos aériennes de l'IGN pour la période actuelle (1950 à aujourd'hui).

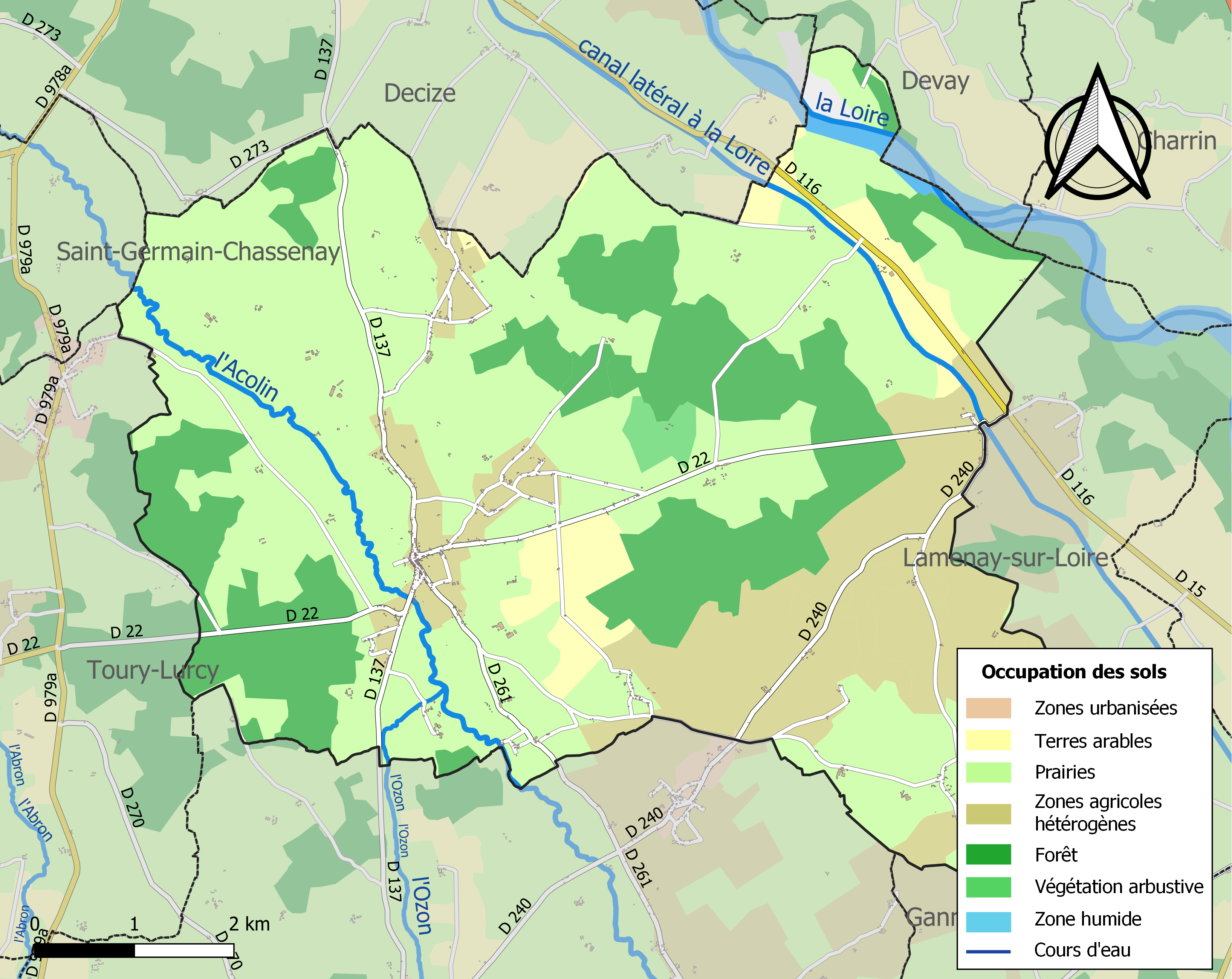
Carte des infrastructures et de l'occupation des sols de la commune en 2018 (CLC).

## Toponymie
En 1287, Cossaye était connue sous le nom Cocoyum, du nom gallo-romain Coccius (homme) ou romain Cortis (domaine), puis Cocaio, Cossey, Cossaie, Cossa, Coussay, Coussaye, et enfin, en 1594, Coussays et Cossaye (fief de l'ensemble des châteaux de Decize).

## Histoire
Il subsiste encore dans les bois au nord de la commune des vestiges d'une voie romaine qui partait de Decize.

## Politique et administration

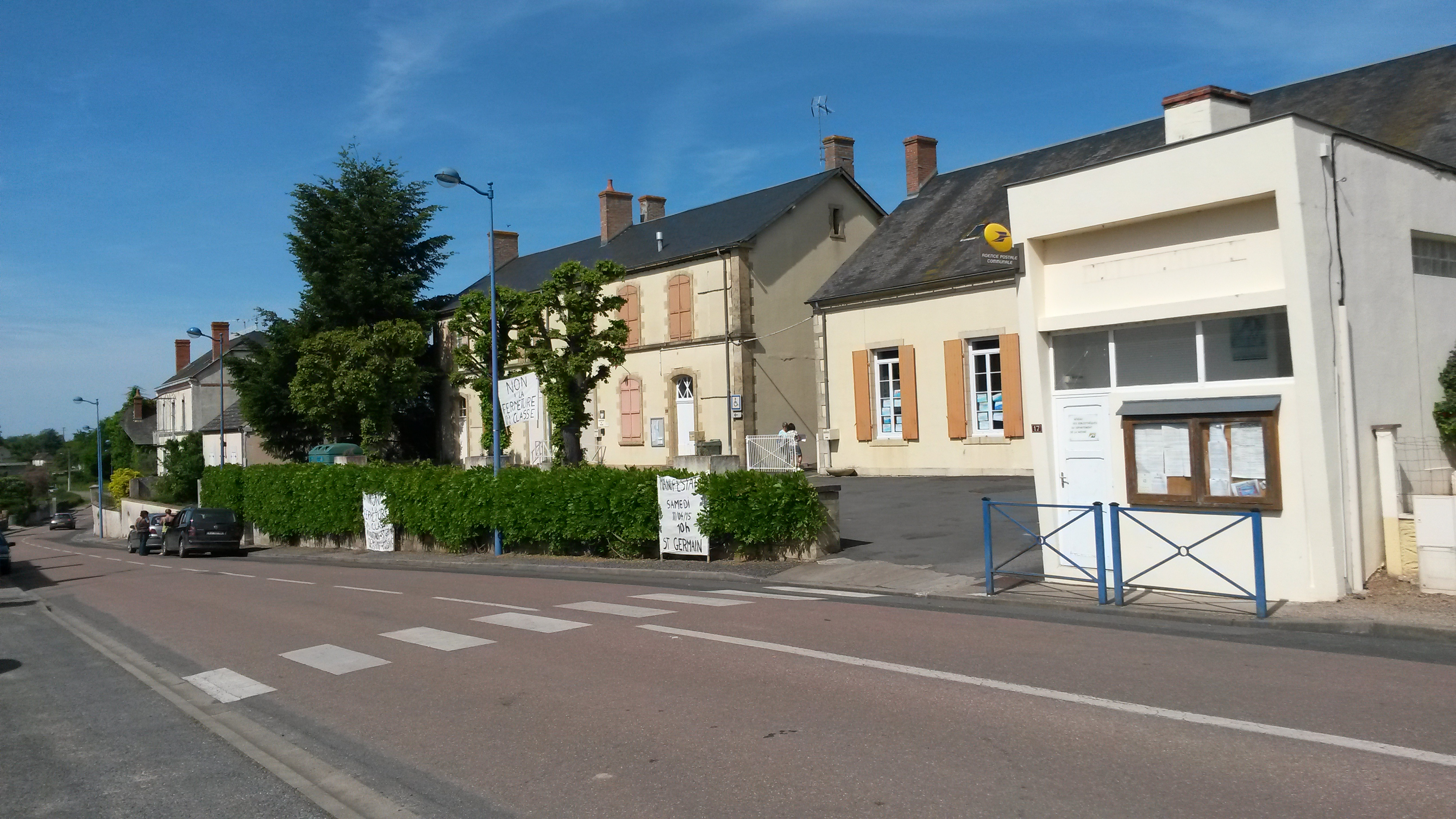
La mairie-école.

| Période                                  | Période                  | Identité      | Étiquette | Qualité    |
| ---------------------------------------- | ------------------------ | ------------- | --------- | ---------- |
| Les données manquantes sont à compléter. |                          |               |           |            |
| mars 2001                                | mars 2008                | André Meunier |           |            |
| mars 2008                                | En cours (au avril 2014) | Louis Naux    |           | Enseignant |

## Population et société

### Démographie
L'évolution du nombre d'habitants est connue à travers les recensements de la population effectués dans la commune depuis 1793. Pour les communes de moins de 10 000 habitants, une enquête de recensement portant sur toute la population est réalisée tous les cinq ans, les populations de référence des années intermédiaires étant quant à elles estimées par interpolation ou extrapolation. Pour la commune, le premier recensement exhaustif entrant dans le cadre du nouveau dispositif a été réalisé en 2006.

En 2022, la commune comptait 657 habitants, en évolution de −9,38 % par rapport à 2016 (Nièvre : −3,28 %, France hors Mayotte : +2,11 %).
| 1793 | 1800  | 1806 | 1821 | 1831  | 1836  | 1841  | 1846  | 1851  |
| ---- | ----- | ---- | ---- | ----- | ----- | ----- | ----- | ----- |
| 914  | 1 019 | 881  | 875  | 1 071 | 1 150 | 1 181 | 1 305 | 1 324 |

| 1856  | 1861  | 1866  | 1872  | 1876  | 1881  | 1886  | 1891  | 1896  |
| ----- | ----- | ----- | ----- | ----- | ----- | ----- | ----- | ----- |
| 1 358 | 1 470 | 1 587 | 1 603 | 1 673 | 1 705 | 1 779 | 1 796 | 1 705 |

| 1901  | 1906  | 1911  | 1921  | 1926  | 1931  | 1936  | 1946  | 1954  |
| ----- | ----- | ----- | ----- | ----- | ----- | ----- | ----- | ----- |
| 1 705 | 1 595 | 1 564 | 1 344 | 1 277 | 1 172 | 1 163 | 1 214 | 1 092 |

| 1962  | 1968  | 1975  | 1982  | 1990 | 1999 | 2006 | 2011 | 2016 |
| ----- | ----- | ----- | ----- | ---- | ---- | ---- | ---- | ---- |
| 1 111 | 1 075 | 1 006 | 1 018 | 934  | 761  | 756  | 782  | 725  |

| 2021 | 2022 | - | - | - | - | - | - | - |
| ---- | ---- | - | - | - | - | - | - | - |
| 673  | 657  | - | - | - | - | - | - | - |

### Enseignement

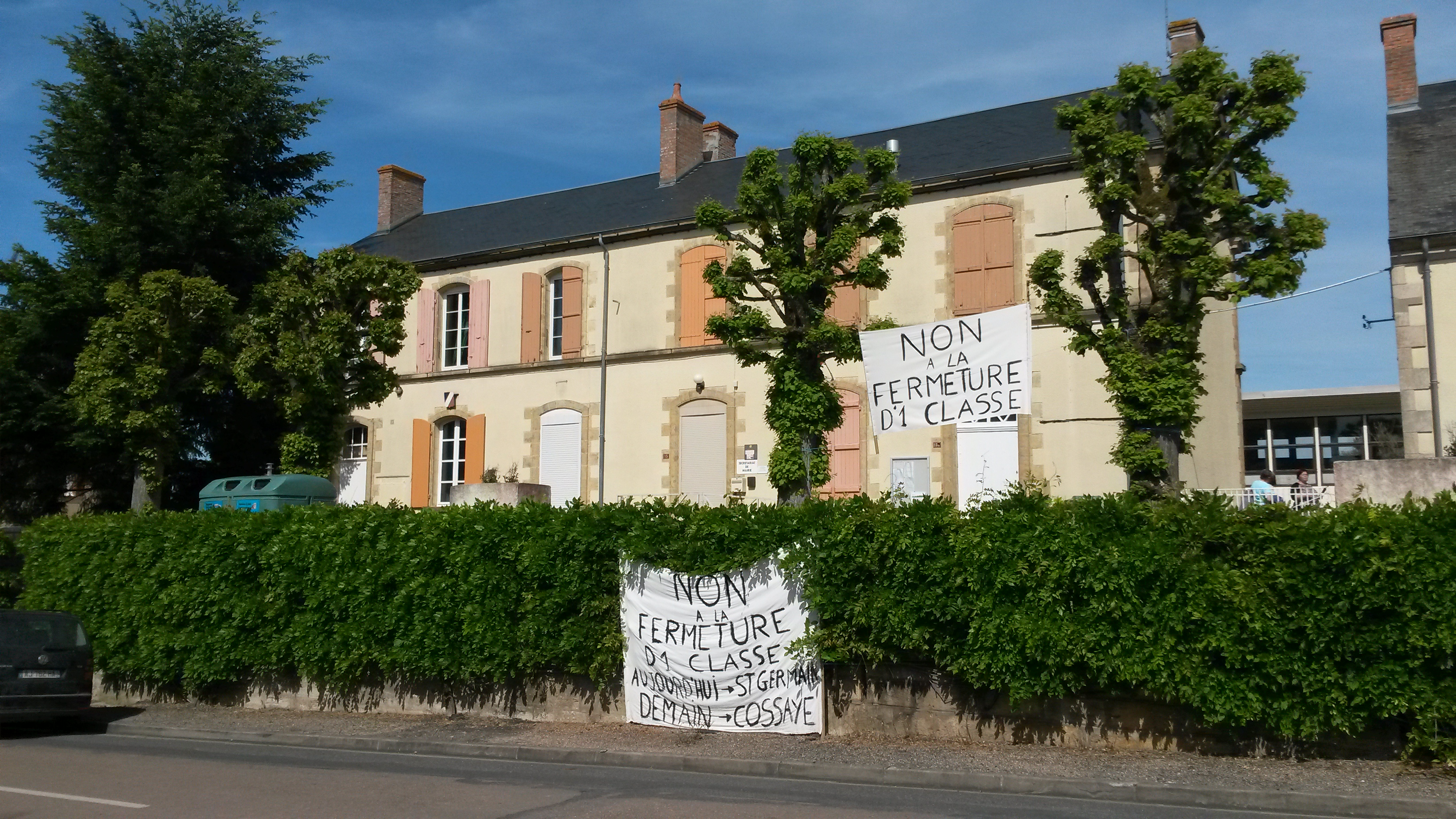
La mairie-école.

En 2015, les habitants s'inquiètent de l'éventualité d'une fermeture de l'école communale.

## Économie
- Élevage bovin (race charolaise) et polyculture.
- Entreprise de maçonnerie, plomberie, un bar et une seule boulangerie-épicerie.

Le plus grand gisement de charbon de France (estimé à 250 millions de tonnes) a été découvert par le Bureau de recherches géologiques et minières (BRGM) entre Lucenay-lès-Aix et Cossaye en 1986 après cinq ans de recherches.
Un projet prévoyait l'exploitation de cette mine de charbon en partie à ciel ouvert. Une centrale thermique de 1 000 mégawatts aurait été construite sur le site afin d'exploiter directement cette source d'énergie. L'investissement global était estimé à 1,4 milliard d'euros.
Ce projet subit une forte opposition autour de l'Association de Défense du Sud Nivernais. En décembre 2007, le projet est suspendu durant les travaux du Grenelle de l'environnement par le ministre Jean-Louis Borloo avant que ce dernier arrête le projet deux ans plus tard en ne donnant pas suite aux demandes de concessions de charbon.

## Culture locale et patrimoine

### Lieux et monuments

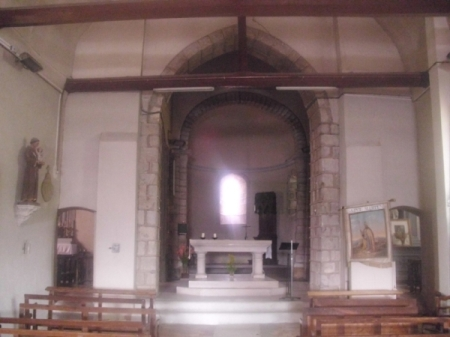
Intérieur de l'église paroissiale.

Deux châteaux sont situés sur le territoire de la commune : le château de Goujon au sud du bourg, entre les routes départementales D 137 et D 281 et le château de la Grange, vaste construction moderne du XIXe siècle également, construit près de l'emplacement d'un château féodal du Moyen Âge qui avait été brûlé à la Révolution.

### Personnalités liées à la commune
Le marquis de Bonnay, né à Cossaye en 1750, a été page du roi Louis XV, garde du corps de Louis XVI, député de la noblesse aux États-Généraux en 1789, président de l'Assemblée nationale en 1790, secrétaire particulier du comte de Provence, futur Louis XVIII pendant l'émigration, puis, à la Restauration, pair de France, ambassadeur en Prusse, ministre d'État, lieutenant-général du Royaume et gouverneur du palais de Fontainebleau.
Il a eu une contribution directe dans la rédaction de la Déclaration des Droits de l'Homme et du Citoyen